# Kvantni računalnik
Kvántni računálnik je naprava, ki računa s superpozicijami kvantnih stanj. V zadnjih letih so uspeli zgraditi majhne kvantne računalnike, razvoj pa se nadaljuje. Številne vladne in vojaške organizacije (npr. NATO) po svetu vlagajo velika sredstva v razvoj kvantnega računalništva za potrebe kriptografije in podobnih potreb vojaških obveščevalnih služb.
Verjame se, da bi lahko kvantni računalnik, če ga bo mogoče zgraditi, uspel rešiti številne računske probleme hitreje kot klasični računalnik. Kvantni računalnik ne uporablja enakih kod kot navadni računalniki (npr. 0 in 1) ampak uporablja tudi druga števila. 
Z izrazom kvantni računalnik navadno ne označujemo računalnikov na kvantne pike, računalnikov z DNA in računalnikov s tranzistorji, čeprav tudi ti izrabljajo različne kvantnomehanske pojave.